# Jezioro Długie (powiat giżycki)
Jezioro Długie – jezioro w Polsce w województwie warmińsko-mazurskim, w powiecie giżyckim, w gminie Miłki.

## Położenie
Jezioro leży na Pojezierzu Mazurskim, w mezoregionie Wielkich Jezior Mazurskich, w dorzeczu Pisa–Narew–Wisła. Znajduje się około 8 km w kierunku północnym od Orzysza, 1 km na wschód od wsi Danowo. Do zbiornika wpływa od strony Jeziora Zgniłego ciek wodny o nazwie Dopływ z jez. Zgniłego, wypływa natomiast w kierunku jeziora Orzysz. Istnieje również połączenie poprzez rów z jeziorem Przykop.
Linia brzegowa średnio rozwinięta. Brzegi zróżnicowane, w większości pagórkowate, na północy wysokie i strome, południowo-zachodnie płaskie i podmokłe. W otoczeniu znajdują się głównie lasy, na krańcach wschodnich i zachodnich – pola oraz łąki.
Zbiornik wodny według typologii rybackiej jezior zalicza się do linowo-szczupakowych.
Jezioro leży na terenie obwodu rybackiego jeziora Długie w zlewni rzeki Pisa – nr 18. Znajduje się na terenie Obszaru Chronionego Krajobrazu Jezior Orzyskich o łącznej powierzchni 21 153,0 ha.

## Morfometria
Według danych Instytutu Rybactwa Śródlądowego powierzchnia zwierciadła wody jeziora wynosi 29,6 ha. Średnia głębokość zbiornika wodnego to 4,6 m, a maksymalna – 12,1 m. Lustro wody znajduje się na wysokości 137,0 m n.p.m. Objętość jeziora wynosi 1370,5 tys. m³. Maksymalna długość jeziora to 1200 m a szerokość 420 m. Długość linii brzegowej wynosi 3100 m.
Inne dane uzyskano natomiast poprzez planimetrię jeziora na mapach w skali 1:50 000 według Państwowego Układu Współrzędnych 1965, zgodnie z poziomem odniesienia Kronsztadt. Otrzymana w ten sposób powierzchnia zbiornika wodnego to 19,0 ha.

## Przyroda
Roślinność przybrzeżna bujna, dominuje trzcina i pałka wąskolistna. Wśród niezbyt obfitej roślinności zanurzonej występują m.in. ramienice.